# Колиньи, Гаспар II де
Гаспар II де Колиньи (фр. Gaspard de Coligny de Chatillon; 16 февраля 1519, Шатильон-сюр-Луан, Луаре, Франция — 24 августа 1572, Париж, Франция), известен как Адмирал де Колиньи, сеньор де Шатильон, граф де Колиньи, адмирал Франции — французский государственный деятель, один из вождей гугенотов во время Религиозных войн во Франции.

## Предки
Гаспар II де Колиньи происходил из древнего, но не слишком знатного бургундского рода. Род Колиньи можно проследить до XI века. В царствование короля Людовика XI его предки перешли на службу к королю Франции. Его родители, Гаспар I де Колиньи, маршал Франции, и Луиза де Монморанси, сестра будущего коннетабля Франции (Анн де Монморанси), имели 5 детей, в том числе троих сыновей — Оде, кардинала де Шатильон, Гаспара и Франсуа, сеньора д’Андело, — сыгравших важную роль во время Религиозных войн во Франции.

## Биография
В 1537 году Гаспар был представлен ко двору Франциска I, где скоро подружился с молодым герцогом Франсуа де Гизом. Уже в 1543 году оба они провожали короля на войну, а вскоре после этого Колиньи вступил в ряды действующей армии и сразу обратил на себя внимание мужеством и полководческим талантом, умением организовать войска, держать солдат в дисциплине и воодушевлять их. Был посвящён в рыцари 11 апреля 1544 года, после победы при Черезоле. Во время войны с императором Карлом V и Генрихом VIII английским, Колиньи выказал способности и на дипломатическом поприще, успев путём переговоров сохранить за Францией графство Булонь.
В 1547 году Колиньи был назначен генерал-полковником французской пехоты. В том же году он женился на Шарлотте де Лаваль, дочери графа Ги XVI де Лаваля. В 1551 году назначен губернатором Парижа и Иль-де-Франса. В 1552 году назначен Адмиралом Франции, с 1555 года — губернатором Пикардии. В конце 1554 года Генрих II приказал Колиньи подготовить секретную экспедицию в Бразилию для создания французской колонии в Южной Америке. Колиньи выбрал вице-адмирала Николя Дюрана де Вильганьона в качестве командира этой экспедиции по созданию колонии Антарктической Франции. В его честь Вильганьон назвал поселение, основанное на острове в заливе Гуанабара, Форт Колиньи. Однако 17 марта 1560 года португальцы изгнали французов и разрушили колонию.
В чине адмирала Колиньи принимал участие в войне с Лотарингией, где способствовал завоеванию трёх епископств и победе при Ренти. Последняя была причиной его разрыва, а затем и глубокой вражды с Франсуа де Гизом, который хотел приписать себе честь этой победы. Но особенно Колиньи прославил себя в этой войне обороной Сен-Кантена (1557). Осадой города руководил один из самых способных тогдашних полководцев герцог Филибер Савойский. Город был взят штурмом, адмирал попал в плен. Герцог Савойский отправил пленника в Слейс, потребовав огромный выкуп: 150 тысяч золотых экю. Колиньи был переправлен в Гент, где пробыл около двух лет. В это время, благодаря уединению, чтению Библии, переписке с братом (д’Андело), уже принадлежавшим к Реформатской церкви, Колиньи присоединился к кальвинизму и убедил сделать то же и свою жену. Первое из известных писем Кальвина к Колиньи датируется 4 сентября 1558 года. Жена заплатила выкуп, продав по распоряжению мужа более двадцати владений. Но неожиданно адмирала арестовали по личному приказу короля Филиппа II Испанского и продержали заложником в течение двух месяцев. В октябре 1559 года Колиньи был освобождён из испанского плена и вернулся во Францию. На родине он вскоре же стал одним из лидеров протестантского движения, принял активное участие в Религиозных войнах.

### Гугенотские войны
20 августа 1560 года, на съезде нотаблей, Колиньи открыто объявил себя кальвинистом, подав королю Франциску II от имени реформатов Дьепа записку с просьбой дать им несколько церквей для богослужения. Но на горизонте уже маячила Первая гугенотская война.
Екатерина Медичи в попытке примирить враждующие стороны издала по совету канцлеpа Л'Опиталя Сен-Жерменский эдикт (январь 1562), по которому разрешалось совершать протестантские богослужения вне городских стен. Однако эффект оказался прямо противоположным - католики яростно выступали против любых уступок, а гугенотам такое послабление казалось недостаточным. Вскоре Франциск де Гиз напал на группу безоружных гугенотов, собравшихся для совместной молитвы в хозяйственной постройке рядом с церковью в городке Васси, в результате 60 из них были убиты.  Эта резня послужила началом первой гугенотской войны. Армию гугенотов возглавил принц Конде. Адмирал Колиньи был заместителем Конде, а после битвы при Дрё 19 декабря 1562 года, когда Конде был взят в плен, принял на себя главное начальство, укрывшись в Орлеане. Франсуа де Гиз осадил город, но вскоре погиб от руки убийцы, подосланного гугенотами. После смерти Гиза начались переговоры о мире.
В марте 1563 года лидеры гугенотов и католиков при посредничестве Екатерины Медичи заключили Амбуазский мир. Но в 1567 году гугеноты опять взялись за оружие (см. Сюрприз в Мо) и, благодаря стратегическому искусству Конде и Колиньи, быстро занявших все окрестности Парижа и Сен-Дени, успешно вели эту войну.

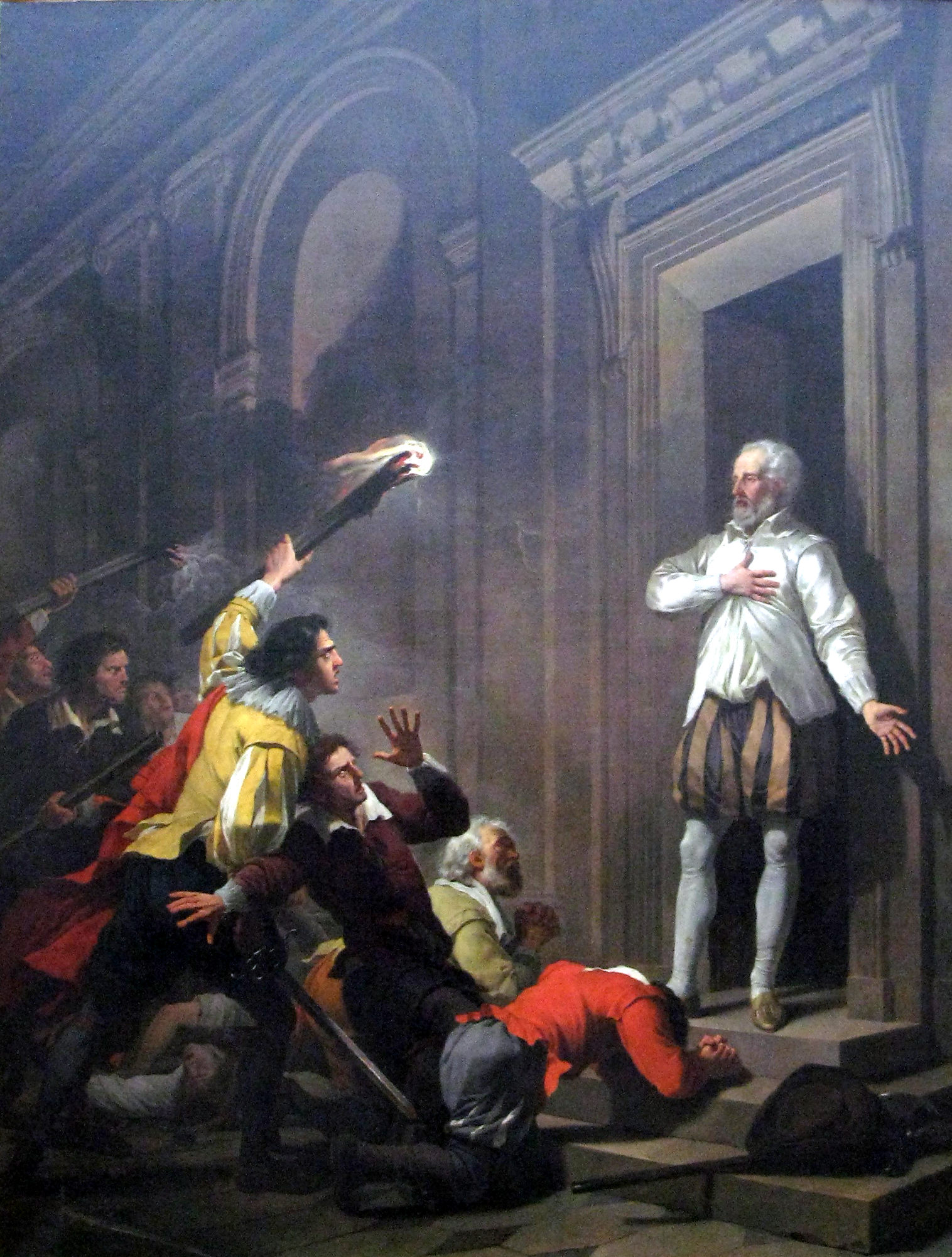
Жозеф-Бенуа Сюве. Убийство Колиньи в Варфоломеевскую ночь.

В 1569 году, в битве при Жарнаке, Конде был взят в плен и убит. Совместно с Генрихом Наваррским Колиньи возглавил дальнейшую борьбу гугенотов. В июне 1569 года они соединились с немецкими наёмниками во Вьенне и осадили Пуатье. Отчаянная оборона города, которой руководили сыновья Гиза (Генрих Гиз и Шарль Майеннский), заставила гугенотов отступить. 3 октября они потерпели поражение при Монконтуре от герцога Анжуйского. К весне 1570 года Колиньи набрал новую армию и двинулся на Париж. Разбив королевские отряды в Бургундии, он спустился по долине Луары и стал угрожать Орлеану и Парижу. Карл IX был вынужден заключить с ним Сен-Жерменский мир.
Во всех религиозных войнах того времени Колиньи принимал самое деятельное участие, тем самым возбудив к себе глубокую ненависть всех радикальных католиков и, особенно, Гизов. Он несколько раз со времени первой религиозной войны (1562) подвергался нападениям убийц, но оставался невредимым вплоть до 22 августа 1572 года. К этому времени Колиньи сблизился с Карлом IX, мечтавшим с помощью адмирала, который пользовался большим уважением у реформатов во всей Европе, присоединить к Франции Нидерланды. В 1571 году Колиньи вошёл в состав Королевского совета. Став ближайшим советником Карла IX, Колиньи побуждал его к войне с католической Испанией (которую считал основным врагом Франции) в союзе с Англией.

### Убийство Колиньи
Екатерина Медичи увидела в сближении короля с Колиньи опасность для своей власти и решилась избавиться от адмирала: 22 августа, когда он поздно вечером ехал из Лувра мимо дома, принадлежавшего Гизам, из окна в адмирала выстрелил наёмный убийца Шарль де Лувье, сеньор де Морвер. Пуля только ранила Колиньи в руку, и его отвезли домой, а убийца успел скрыться.
Но в Варфоломеевскую ночь Колиньи погиб одним из первых. Его убийцей стал чешский наёмник Карел Яновский-з-Яновиц (Karel Janovský z Janovic), известный в Париже по кличке Бем. Современник событий Агриппа д’Обинье так описывал эти события:
Пока они испытывают сломанные двери, Бем входит в комнату; он находит адмирала в ночном платье и спрашивает его: “Ты адмирал?” Ответом было (по рапорту, д'Атэна): “Молодой человек, уважай мою старость: пусть по крайней мере я умру от руки дворянина, а не этого денщика”. Но на эти слова Бем пронзил его шпагой и, извлекши её, рассёк ему лицо надвое палашом. Герцог де Гиз спросил, сделано ли дело, и когда Бем ответил, что да, ему приказали выбросить тело за окно, что он и сделал.
Королева Наварры Маргарита де Валуа также указывала Бема в своих «Мемуарах» в качестве непосредственного убийцы адмирала Колиньи:
Господин де Гиз направил к дому адмирала немецкого дворянина Бема, который, поднявшись в его комнату, заколол его кинжалом и выбросил из окна к ногам своего господина, герцога де Гиза.
Толпа надругалась над телом покойного адмирала: от него отрубали куски, разбрасывая их в толпу, затем он был брошен в воду. Позже труп был выловлен и повешен за ноги на Монфоконе. Судя по слухам, переданным мемуаристами, отрубленная голова адмирала была доставлена Екатерине Медичи или Карлу IX, забальзамирована, а потом  отправлена в Рим (якобы в дар папе Григорию XIII).  По другой версии, голова первоначально была предназначена в подарок герцогу Альбе. Переписка короля Карла с губернатором Лиона Манделотом подтверждает факт отправки головы в Рим.

Тело адмирала только через  несколько дней после наступления темноты смогли снять люди его племянника, Франсуа де Монморанси, после чего было отвезено для захоронения в капелле семейного замка в Шантильи.
Многочисленные портретные изображения Колиньи оставил художник Марк Дюваль. Особой популярностью пользовалась гравюра Дюваля 1579 года, изображающая адмирала с братьями Оде и Франсуа.

## Семья и дети
- 1-я жена: (с 1547 года) Шарлотта де Лаваль (ок. 1530—1568), дочь графа Ги XVI де Лаваля и Антуанетты де Дайон. Имели 5 детей:
  - Генрих де Колиньи (1551—1552).
  - Гаспар де Колиньи (1554—1563).
  - Луиза де Колиньи (1555—1620); 1-й муж — Шарль де Телиньи (ум. в 1572 году), гугенот; 2-й муж — (с 1583 года) Вильгельм I Молчаливый (1533—1584), принц Оранский, штатгальтер Голландии.
  - Франсуа де Колиньи (1557—1591), граф де Колиньи, сеньор де Шатильон.
  - Шарль де Колиньи (10 декабря 1564—1632).
- 2-я жена: (с 25 марта 1571 года) Жаклин де Монбель (1541—1600), графиня де Лоне-Желен. Имели одну дочь:
  - Беатриса де Колиньи (1572 — ?), родилась после смерти отца, маркиза де Монтелье и де Монбель; муж: Клод (ум. в 1618 году), барон де Мёйон.

## Память
В 1918 году в честь Адмирала де Колиньи была переименована трансваальская деревня Треурфонтейн (Treurfontein). С 1923 года — город Колиньи.

### Скульптура
Статуя Гаспара де Колиньи включена в состав женевского мемориала «Стена Реформации» (1909).
В Париже статуя Колиньи находится во дворе протестантского храма Луврской оратории со стороны улицы Риволи, являясь центральной частью памятника убитым во время «Варфоломеевской ночи». Этот памятник был установлен в 1889 году.
Известны ещё две статуи Гаспара де Колиньи, которые были установлены в Германии, но не сохранились, так как были уничтожены в период Второй мировой войны.
Первый памятник, созданный в XIX веке скульптором и политиком графом Эмилем фон Шлицем, был установлен возле берлинского городского дворца (на постаменте упоминалась также внучка Колиньи, Луиза Генриетта Нассау-Оранская. А 19 октября 1912 года напротив военно-морской базы в Вильгельмсхафене был установлен памятник, созданный берлинским скульптором Мартином Вольфом. Памятник был заложен в присутствии кайзера Вильгельма II, который также присутствовал и на открытии

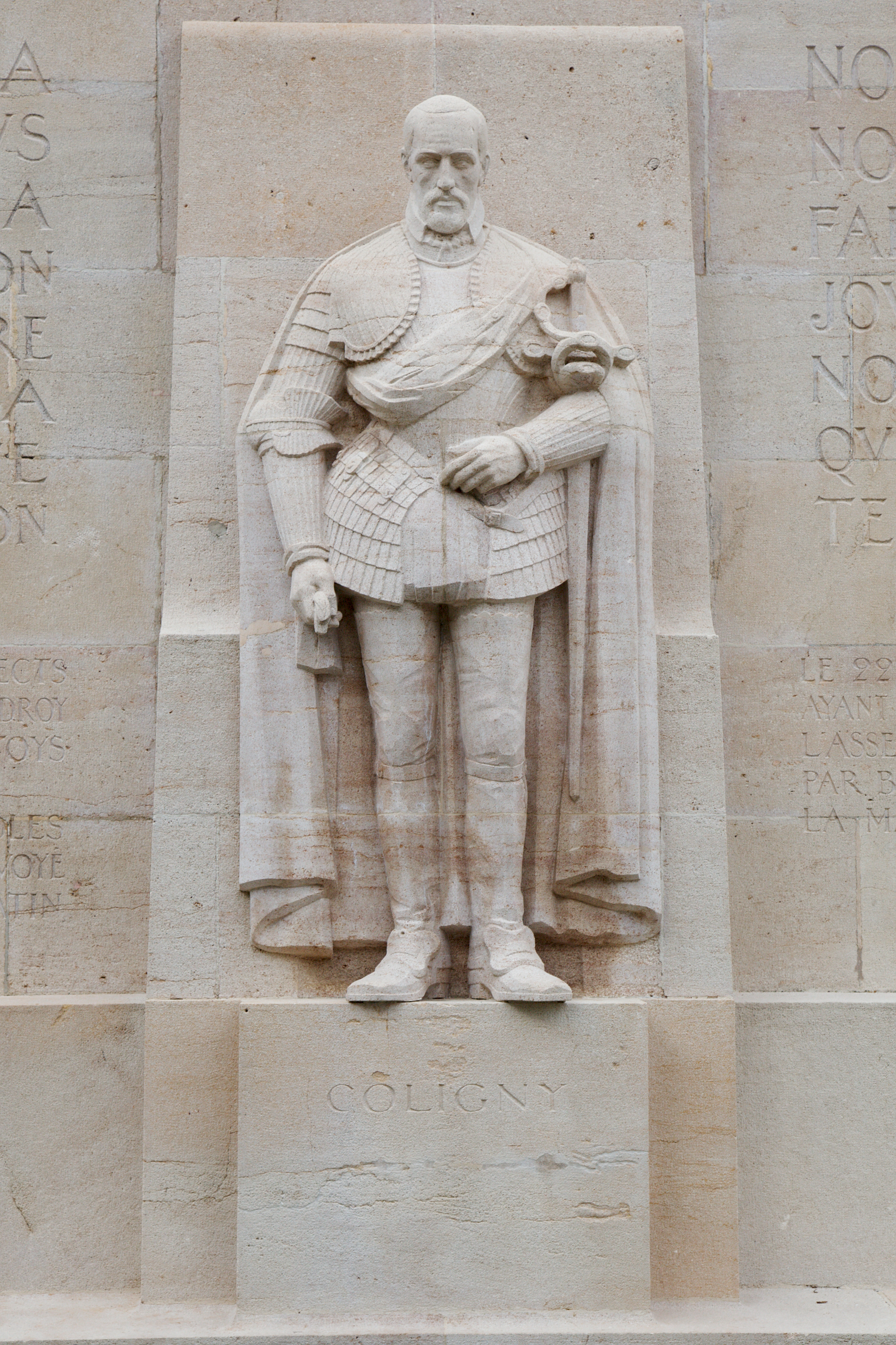
Статуя Гаспара де Колиньи в «Стене Реформации» в Женеве.
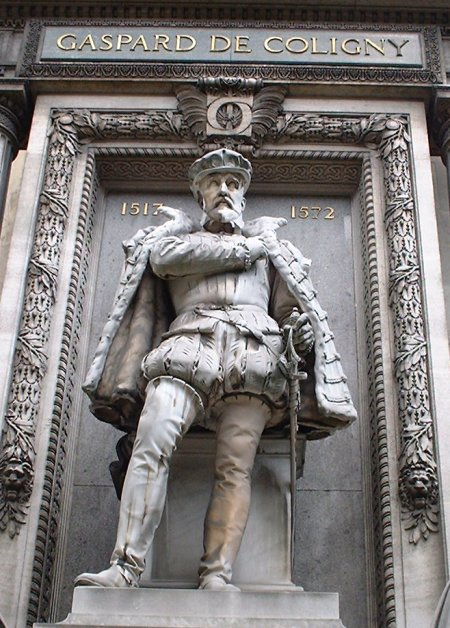
Статуя Адмирала де Колиньи, Луврская оратория.
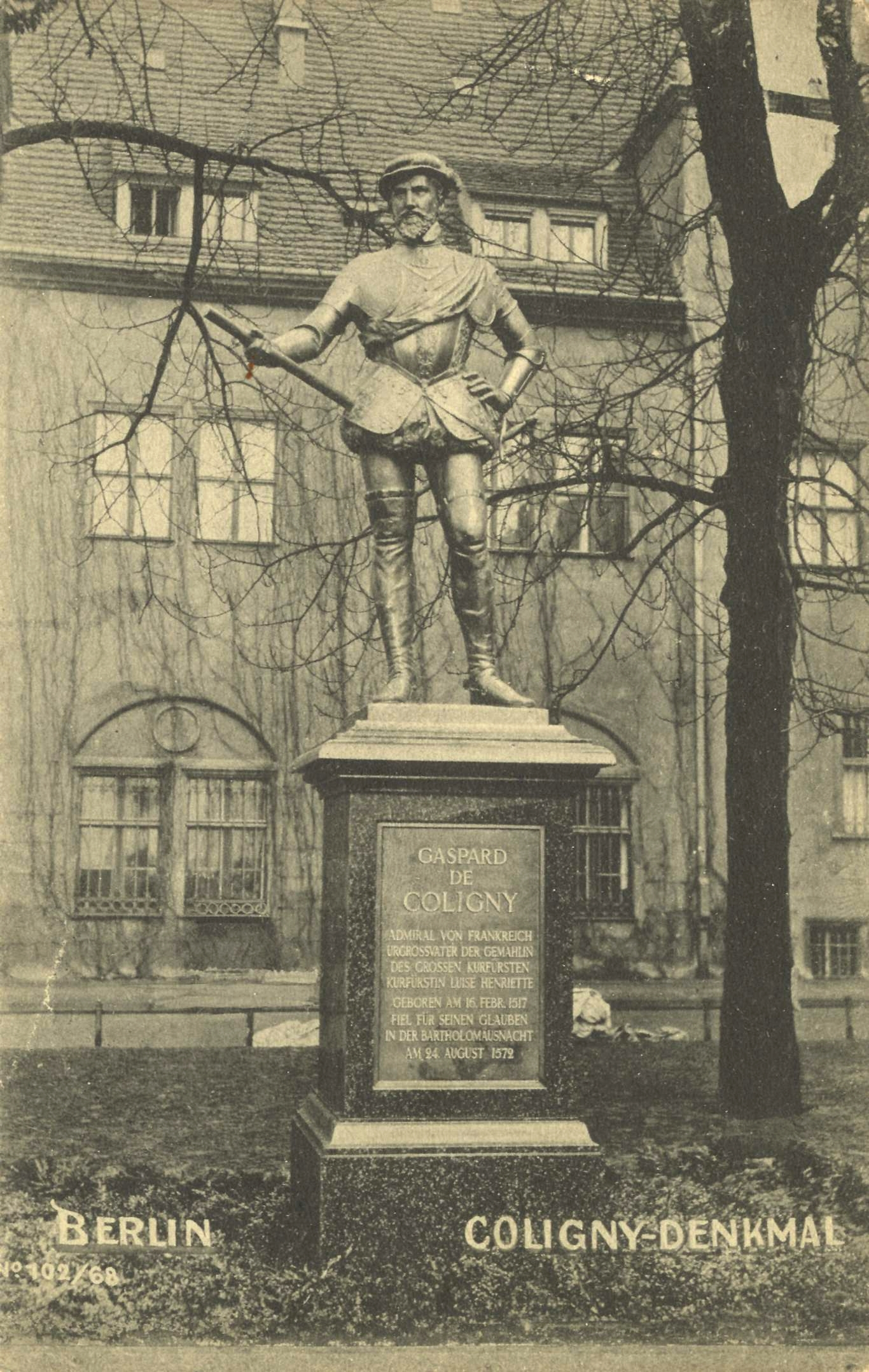
Статуя Адмирала де Колиньи перед берлинским городским дворцом.

### Киновоплощения
- Луи Арбессье в фильме «Королева Марго», Франция-Италия, 1954 год.
- Леонард Сакс[англ.] в сериале  «Доктор Кто», эпизод «Резня» (Великобритания), 1966 год..
- Жан-Клод Бриали в фильме «Королева Марго», Франция-Германия-Италия, 1994 год.
- Всеволод Ларионов в сериале «Королева Марго» Россия, 1996 год.
- Карл Марковиц в немецком фильме «Генрих Наваррский», 2010 год.

### В художественной литературе
Во всех произведениях адмирал Колиньи предстает в образе благородного и смелого человека, главы протестантской партии.
- К. Марло. «Парижская резня»
- А. Дюма. «Две Дианы», «Королева Марго», «Предсказание»
- П. Мериме. «Хроника царствования Карла IX»
- Г. Манн. «Молодые годы короля Генриха IV»
- Упоминается в стихотворении Бориса Пастернака. «Метель»: «- Колиньи, мы узнали твой адрес!»